# Villata
Villata (piemontiul: La Vilata) település Olaszországban, Vercelli megyében. Lakosainak száma 1505 fő (2023. január 1.). Villata Borgo Vercelli, Caresanablot, Casalvolone, Oldenico, San Nazzaro Sesia és Vercelli községekkel határos.

## Népesség
A település népességének változása:
| Lakosok száma | 1582 | 1563 | 1505 |
|               | 2017 | 2018 | 2023 |